# Higginsia higgini
Higginsia higgini är en svampdjursart som beskrevs av Arthur Dendy 1922. Higginsia higgini ingår i släktet Higginsia och familjen Heteroxyidae.
Artens utbredningsområde är Seychellerna. Inga underarter finns listade i Catalogue of Life.